# Pseudohyaleucerea bartschi
Pseudohyaleucerea bartschi là một loài bướm đêm thuộc phân họ Arctiinae, họ Erebidae.